# Richard Grenville (1678-1727)
Sir Richard Grenville (1678-17 février 1727) est un homme politique britannique qui siège à la Chambre des communes de 1715 à 1727.

## Biographie
Il est le fils de sir Richard Grenville de Wotton dans le Buckinghamshire et de son épouse Eleanor Temple, fille de sir Peter Temple de Stantonbury dans le Buckinghamshire. Il épouse Hester Temple, fille de Sir Richard Temple (3e baronnet), par une licence du 25 novembre 1710. Il est le frère de Richard Temple (1er vicomte Cobham).
Il est proposé comme candidat whig du Buckinghamshire aux Élections générales britanniques de 1715 mais par un accord avec Richard Hampden, il est élu député de Wendover. Aux Élections générales britanniques de 1722 il est réélu sans opposition en tant que député de Buckingham sous le patronage de Lord Cobham.
Il est décédé le 17 février 1727 au cours de la dernière année du parlement et ses enfants sont confiés à son beau-frère, Lord Cobham. Il est le père, le beau-père et le grand-père de divers premiers ministres du Royaume-Uni.
Son épouse Hester hérite des titres de son frère en 1749 et devient comtesse Temple. Richard et Hester ont six fils et une fille. Cinq fils servent au parlement:
- Richard Grenville-Temple
- George Grenville, Premier ministre du Royaume-Uni (1763-1765)
- James Grenville
- Henry Grenville
- Thomas Grenville (officier)

Une fille, Hester, est l'épouse de William Pitt l'Ancien, également premier ministre du Royaume-Uni. Deux des petits-fils de Richard, William Pitt le Jeune et William Grenville (1er baron Grenville), sont également Premier ministre.